# Kurt Hälker
Kurt Hälker (né le 2 mai 1922 à Duisbourg, mort le 4 février 2010 à Berlin) est un résistant allemand au nazisme. Il transmit à la Résistance des informations qu'il recevait en tant qu'opérateur radio de la Kriegsmarine. Plus tard, il est notamment secrétaire général adjoint du Conseil de paix de la RDA (de).

## Biographie
Hälker naît dans une famille catholique pendant l'occupation de la Rhénanie après la Première Guerre mondiale. Il a une enfance et une adolescence difficiles. À 12 ans, il suit un apprentissage de tapissier, mais son patron l'oblige à adhérer aux Jeunesses hitlériennes. 
En 1941, il est enrôle dans l'armée. En tant que membre de la marine allemande, il est stationné en France à partir de 1941 et est envoyé à l'automne 1941 pendant six mois dans un service de renseignement à Guernesey puis à Granville, il découvre alors les exactions de l'armée d'occupation et éprouve une aversion. Le haut commandement allemand est convaincu, à partir de la précision des bombardements britanniques de cibles militaires sur les îles anglo-normandes, que des informations détaillées furent transmises aux Britanniques depuis les îles. Début 1942, les Allemands envoient un capitaine de corvette pour enquêter, il est l'officier de marine allemand le plus haut gradé sur les îles.
Il est détaché à l'état-major de la marine à Paris. Par l'intermédiaire de son supérieur Hans Heisel, pendant ou avant novembre 1942, il entre en contact avec des combattants de la résistance allemande émigrés comme Thea Saefkow (de) et est ainsi lié à la Résistance, à qui il transmet d'importantes informations militaires aux Alliés. 
Avec Arthur Eberhard et Hans Heisel, Hälker forme un groupe antifasciste au sein de la Wehrmacht début 1943. À l'automne 1943, il est l'un des membres fondateurs du Comité Allemagne libre pour l’Ouest (CALPO). Il est impliqué dans la distribution de matériel anti-guerre imprimé fourni par la Résistance aux membres de l'armée allemande et des armes aux FTPF.
À la veille du soulèvement populaire à Paris en août 1944, ils se retirent de la marine et s'intègrent dans la partie militaire de la Résistance, et Hälker reçoit le nom de combat de Robert Vidal. Il fait partie des insurgés qui défendent le bâtiment du Comité central du Parti communiste français contre les attaques des troupes allemandes. Après la libération définitive de Paris, il en profite pour devenir membre du PCF. Il rejoint le colonel Fabien, il est Frontbeauftragter (de) du CALPO dans l'armée française et se bat en Picardie et en Alsace-Lorraine, il continue à s'adresser aux soldats allemands. Après la mort du colonel Fabien le 27 décembre 1944, le haut commandement français obtient le retrait des antifascistes allemandes, Hälker est ramené à Paris par la police française le 16 janvier 1945.
À partir de mars 1945, il est formé par l'armée de terre des États-Unis en France pour être déployé sous le nom de Hugo Erb comme agent parachutiste dans les zones d'Allemagne encore occupées par la Wehrmacht. Au lieu d'être entraîné au combat rapproché avec des armes à feu et à l'utilisation d'explosifs plastiques, le véritable objectif est de faire en sorte qu'avec l'Allemagne sous occupation militaire, les développements politiques progressent vers le bon type d'avenir démocratique selon l'évolution des perceptions à Washington et à Londres, il est ainsi approché par l'Office of Strategic Services, mais décline. Hälker n'accepte la formation qu'après un examen très attentif puis prendra des mesures pour s'en retirer. Son retrait du programme est convenu, pour des raisons médicales, avec effet au 2 juin 1945.
En juillet 1945, il retourne à Duisbourg et devient membre du KPD. Après avoir déménagé dans la zone d'occupation soviétique en Allemagne en 1947, Hälker commence des études à Leipzig et devient membre du SED. À partir de 1950, il occupe divers postes à plein temps et honoraires dans le mouvement pacifiste et dans des organisations antifascistes, dont celui de secrétaire général adjoint du Conseil de paix de la RDA à partir de 1972.
Hälker vit à Berlin-Karlshorst, témoigne de l'histoire de la résistance antifasciste et est actif dans l'association DRAFD (de), association créée en 1992.